# QV80
QV80 (Queens Valley 80) ist ein altägyptisches Grabmal im Tal der Königinnen. Es gehört zu Königin Tuja aus der 19. Dynastie, der Großen Königsgemahlin von Sethos I. und Mutter von Ramses II. Seine Lage ist am Nordhang des Hauptwadis, direkt neben dem berühmten Grab der Nefertari, mit dem es vom Aufbau her starke Ähnlichkeiten aufweist.
Das Grab wurde 1826 zum ersten Mal vom schottischen Antiquitätenhändler Robert Hay erforscht, der sich als erster europäischer Reisender systematisch mit der Vermessung von Gräbern im Königinnental beschäftigte. Die Identität der Eigentümerin war zu dieser Zeit allerdings noch unbekannt. Auch Jean-François Champollion, der 1829 zusammen mit Rosellini die Nekropole erforschte und erste Gräber namentlich zugeordnet hatte, konnte das Grab nicht als das der Tuja identifizieren. Erst die preußische Expedition unter der Leitung von Karl Richard Lepsius entdeckte eine Inschrift, durch die es eindeutig „Mut-Tuja, Große Königliche Gemahlin von Sethos I.“ zugeordnet werden konnte.
Zu den wichtigsten Funden zählt der Verschlussdeckel eines Kanopengefäßes mit dem Porträt der Tuja, das sich heute im Luxor-Museum befindet und die Inventarnummer JE 191 trägt. Weiterhin wurden etwa 80 Uschebti-Figuren aus Fayence geborgen, die die Königin in Mumiengestalt zeigen und Sprüche aus dem sechsten Kapitel des Totenbuches tragen. Aus einem Weinkrug geht eine Weinlese aus dem Jahr 22 von Ramses II. hervor, womit das ungefähre Todesjahr von Tuja bestimmt werden konnte.